# Cal Marc de l'Ixo
Cal Marc de l'Ixo és una masia del Prat de Llobregat (Baix Llobregat) inclosa a l'Inventari del Patrimoni Arquitectònic de Catalunya.

## Descripció
Masia que correspon a l'esquema 1-I de Danés i Torras, amb dos cossos laterals adossats. Té la façana orientada a mar i en paral·lel a l'eix de la teulada, aquesta a dues vessants. Segueix així la tipologia majoritària entre les masies del Prat.